# Sh2-267
Sh2-267 est une nébuleuse en émission visible dans la constellation d'Orion,.
Elle est située dans la partie nord-est de la constellation, à la frontière avec les constellations des Gémeaux et de la Licorne. Elle peut être identifiée à environ 50 ' à l'ouest de l'étoile ξ Orionis, qui étant de quatrième magnitude, est clairement visible à l'œil nu. Sa déclinaison n'est pas particulièrement septentrionale, ce qui signifie qu'elle peut être observée sans difficulté depuis les deux hémisphères célestes, bien que les observateurs de l'hémisphère nord soient légèrement plus avantagés. La période pendant laquelle elle atteint la plus haute altitude à l'horizon se situe entre les mois de novembre et mars.
Initialement, ce nuage était confondu avec une nébuleuse planétaire, en raison de sa forme circulaire. En réalité, il s'agit d'une région H II plutôt isolée, située sur le bras de Persée, l'un des principaux bras spiraux de la Voie lactée. L'étoile responsable de l'ionisation du gaz est une étoile bleue de la séquence principale de classe spectrale O9V. La distance, initialement estimée à environ 4 500 pc (∼14 700 al), a ensuite été réduite à environ 3 500 pc (∼11 400 al), à la suite de l'identification d'un amas de sources infrarouges situées à l'intérieur du nuage, qui témoigne également de la présence de phénomènes de formation stellaire à des époques astronomiquement récentes. Le cluster est connu sous le nom de [BDS 2003] 81.